# These Three
These Three (bra: Infâmia; prt: Três Corações Iguais) é um filme norte-americano de 1936, do gênero drama romântico, dirigido por William Wyler, com roteiro de Lillian Hellman baseado em sua peça teatral The Children's Hour.

## Sinopse
A estudante Mary Tilford espalha o mexerico que a professora Martha Dobie está mantendo relações ílicitas com o doutor Joseph Cardin, noivo de sua colega e amiga Karen Wright. Com isso, tanto a escola que elas dirigem quanto suas reputações são destruídas.

## Premiações
| Prêmio     | Categoria                | Recipientes      | Situação |
| ---------- | ------------------------ | ---------------- | -------- |
| Oscar 1937 | Melhor atriz coadjuvante | Bonita Granville | Indicada |

## Elenco
| Ator/Atriz         | Personagem           |
| ------------------ | -------------------- |
| Miriam Hopkins     | Martha Dobie         |
| Merle Oberon       | Karen Wright         |
| Joel McCrea        | Doutor Joseph Cardin |
| Catherine Doucet   | Lily Mortar          |
| Alma Kruger        | Amelia Tilford       |
| Bonita Granville   | Mary Tilford         |
| Marcia Mae Jones   | Rosalie Wells        |
| Carmencita Johnson | Evelyn               |
| Mary Anne Durkin   | Joyce Walton         |
| Margaret Hamilton  | Agatha               |
| Walter Brennan     | Taxista              |

## Produção
A peça de Hellman foi representada 691 vezes na Broadway, entre novembro de 1934 e julho de 1936.
Como em Hollywood, a abordagem à homossexualidade somente foi permitida a partir da década de 1960, o roteiro excluiu todo o conteúdo lésbico do texto original. Assim, ao invés de acusar duas professoras de manter um relacionamento amoroso, uma aluna acusa umas delas de estar tendo um caso com o noivo da outra! Contudo, o tema central -- a intolerância e fanatismo das pequenas cidades do interior -- permaneceu intacto.